# Alert
Alert es una pequeña localidad canadiense situada en la costa septentrional de isla de Ellesmere, en el territorio de Nunavut. Es el asentamiento humano permanentemente habitado más septentrional de la Tierra.

## Descripción
Alert es una base militar canadiense con una estación meteorológica del Servicio meteorológico de Canadá. La estación tiene una carretera de 6 km de largo hasta el aeropuerto, y esta carretera, así como el aeropuerto de Alert, también son la carretera y el aeropuerto más al norte del planeta. El sitio está permanentemente ocupado por militares, para la vigilancia con radares de tierra en el extremo norte del país, totalmente deshabitado, y para hacer valer la soberanía sobre el territorio (en el censo de 2006 contaba con solo cinco habitantes). El acceso al sitio está muy regulado. La estación meteorológica también es lugar de investigaciones del cambio climático y contaminación en el Ártico.

## Geografía

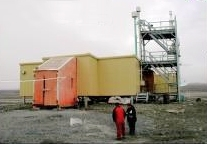
Estación meteorológica de Alert

Alert se encuentra en la parte septentrional de la isla de Ellesmere, en la boca del estrecho de Nares, a unos 12 km al oeste del cabo Sheridan, el extremo nororiental de la isla, a orillas del mar de Lincoln, uno de los brazos del océano Ártico. La isla de Ellesmere está separada de Groenlandia por el estrecho de Nares, un estrecho que mide unos 700 km de longitud y unos 40 de anchura en sus lugares más estrechos, como en la desembocadura del canal Robeson, en las inmediaciones de Alert. Aun así, Alert está a solo 64.5 km de Groenlandia.
Se encuentra a solo 840 km del polo norte, una distancia relativamente corta, ya que la mayor ciudad septentrional del mundo, Múrmansk, en Rusia, está a unos 2400 km. La zona está tan despoblada que la localidad más cercana, otra minúscula población, se sitúa a casi 500 kilómetros. La ciudad canadiense más cercana es Iqaluit, a 2092 km de distancia. Está a unos 1770 kilómetros de la línea que separa el ártico del resto del hemisferio norte, la distancia mayor de este hemisferio en dirección norte. 
Alert se sitúa a unos 125 kilómetros al sureste de cabo Columbia —el lugar más septentrional del continente americano, a excepción de Groenlandia—, 70 km más cerca del Polo en dirección norte. Otros lugares habitados en la isla de Ellesmere son la base de investigación en Eureka y la comunidad inuit de Grise Fiord. 
El asentamiento está rodeado por un escarpado terreno de colinas y valles. La orilla está compuesta principalmente de pizarras y esquistos, y el mar está cubierto por la banquisa durante todo el año. El clima local es actualmente semiárido. Sin embargo, las tasas de evaporación son también muy bajas, y las temperaturas promedio mensuales están por encima del punto de congelación solo en julio y agosto. Hay 24 horas de luz solar desde la última semana de marzo hasta mediados de septiembre y el sol está por encima del horizonte de mediados de abril hasta agosto. Desde mediados de octubre hasta finales de febrero el sol no se eleva sobre el horizonte y hay 24 horas diarias de oscuridad. 
Alert queda entre el mar y el Parque nacional y reserva isla de Ellesmere, y para llegar a otras regiones canadienses por tierra hay que atravesar el parque natural. Alert queda a unos 45 kilómetros del comienzo del parque natural.

## Clima
Alert tiene un clima polar. Esto significa que es extremadamente frío y tiene una cubierta de nieve durante once meses al año. El mes más caluroso, julio, tiene una temperatura promedio de solo 3.3 °C. El tipo de clima también significa que Alert es muy seco, con un promedio anual de precipitaciones de solo 153.8 mm. La mayoría de las precipitaciones son de nieve y se producen durante los meses de julio, agosto y septiembre. En promedio hay 16.1 mm de lluvia que se produce entre junio y septiembre. Alert ve muy poca nieve durante el resto del año; no obstante, hay frecuentes heladas.
| Parámetros climáticos promedio de Alert (1981–2010) | Parámetros climáticos promedio de Alert (1981–2010) | Parámetros climáticos promedio de Alert (1981–2010) | Parámetros climáticos promedio de Alert (1981–2010) | Parámetros climáticos promedio de Alert (1981–2010) | Parámetros climáticos promedio de Alert (1981–2010) | Parámetros climáticos promedio de Alert (1981–2010) | Parámetros climáticos promedio de Alert (1981–2010) | Parámetros climáticos promedio de Alert (1981–2010) | Parámetros climáticos promedio de Alert (1981–2010) | Parámetros climáticos promedio de Alert (1981–2010) | Parámetros climáticos promedio de Alert (1981–2010) | Parámetros climáticos promedio de Alert (1981–2010) | Parámetros climáticos promedio de Alert (1981–2010) |
| Mes                                                 | Ene.                                                | Feb.                                                | Mar.                                                | Abr.                                                | May.                                                | Jun.                                                | Jul.                                                | Ago.                                                | Sep.                                                | Oct.                                                | Nov.                                                | Dic.                                                | Anual                                               |
| --------------------------------------------------- | --------------------------------------------------- | --------------------------------------------------- | --------------------------------------------------- | --------------------------------------------------- | --------------------------------------------------- | --------------------------------------------------- | --------------------------------------------------- | --------------------------------------------------- | --------------------------------------------------- | --------------------------------------------------- | --------------------------------------------------- | --------------------------------------------------- | --------------------------------------------------- |
| Temp. máx. abs. (°C)                                | 0.0                                                 | 1.1                                                 | -2.2                                                | -0.2                                                | 10.0                                                | 18.8                                                | 21.0                                                | 19.5                                                | 11.2                                                | 5.3                                                 | 0.6                                                 | 3.2                                                 | 21.0                                                |
| Temp. máx. media (°C)                               | -28.6                                               | -29.4                                               | -28.4                                               | -20.4                                               | -8.4                                                | 2.0                                                 | 6.1                                                 | 3.3                                                 | -5.3                                                | -15.3                                               | -22.3                                               | -25.6                                               | -14.4                                               |
| Temp. media (°C)                                    | -32.2                                               | -33.2                                               | -32.4                                               | -24.3                                               | -11.5                                               | -0.4                                                | 3.4                                                 | 0.8                                                 | -8.4                                                | -18.9                                               | -26.0                                               | -29.4                                               | -17.7                                               |
| Temp. mín. media (°C)                               | -35.8                                               | -37.0                                               | -36.3                                               | -28.1                                               | -14.5                                               | -2.7                                                | 0.7                                                 | -1.8                                                | -11.5                                               | -22.4                                               | -29.6                                               | -33.1                                               | -21.0                                               |
| Temp. mín. abs. (°C)                                | -48.9                                               | -50.0                                               | -49.4                                               | -45.6                                               | -29.0                                               | -14.3                                               | -6.3                                                | -15.0                                               | -28.2                                               | -39.4                                               | -43.5                                               | -46.1                                               | -50.0                                               |
| Precipitación total (mm)                            | 7.2                                                 | 7.0                                                 | 7.5                                                 | 10.6                                                | 11.6                                                | 12.0                                                | 31.8                                                | 17.9                                                | 22.3                                                | 13.4                                                | 10.4                                                | 6.8                                                 | 158.3                                               |
| Lluvias (mm)                                        | 0.0                                                 | 0.0                                                 | 0.0                                                 | 0.0                                                 | 0.0                                                 | 0.8                                                 | 13.0                                                | 3.5                                                 | 0.1                                                 | 0.0                                                 | 0.0                                                 | 0.0                                                 | 17.4                                                |
| Nevadas (cm)                                        | 9.0                                                 | 8.1                                                 | 8.7                                                 | 12.6                                                | 18.0                                                | 13.5                                                | 20.0                                                | 16.9                                                | 33.1                                                | 20.2                                                | 15.2                                                | 9.3                                                 | 184.6                                               |
| Días de precipitaciones (≥ 0.2 mm)                  | 9.0                                                 | 7.7                                                 | 7.3                                                 | 8.5                                                 | 7.5                                                 | 7.4                                                 | 10.9                                                | 9.2                                                 | 10.1                                                | 10.5                                                | 8.7                                                 | 9.2                                                 | 106.1                                               |
| Días de lluvias (≥ 0.2 mm)                          | 0.0                                                 | 0.0                                                 | 0.0                                                 | 0.0                                                 | 0.1                                                 | 1.0                                                 | 6.9                                                 | 2.5                                                 | 0.2                                                 | 0.0                                                 | 0.0                                                 | 0.0                                                 | 10.6                                                |
| Días de nevadas (≥ 0.2 cm)                          | 9.1                                                 | 8.6                                                 | 8.3                                                 | 9.1                                                 | 9.4                                                 | 6.9                                                 | 6.3                                                 | 7.4                                                 | 11.3                                                | 12.2                                                | 9.7                                                 | 9.9                                                 | 108.0                                               |
| Horas de sol                                        | 0.0                                                 | 0.0                                                 | 110.4                                               | 323.6                                               | 428.6                                               | 333.0                                               | 321.6                                               | 269.1                                               | 111.4                                               | 3.9                                                 | 0.0                                                 | 0.0                                                 | 1901.6                                              |
| Humedad relativa (%)                                | 66.8                                                | 66.6                                                | 66.9                                                | 71.1                                                | 81.5                                                | 87.1                                                | 85.1                                                | 86.1                                                | 84.6                                                | 75.7                                                | 70.3                                                | 67.2                                                | 75.8                                                |
| Fuente: Environment Canada                          |                                                     |                                                     |                                                     |                                                     |                                                     |                                                     |                                                     |                                                     |                                                     |                                                     |                                                     |                                                     |                                                     |

## Historia

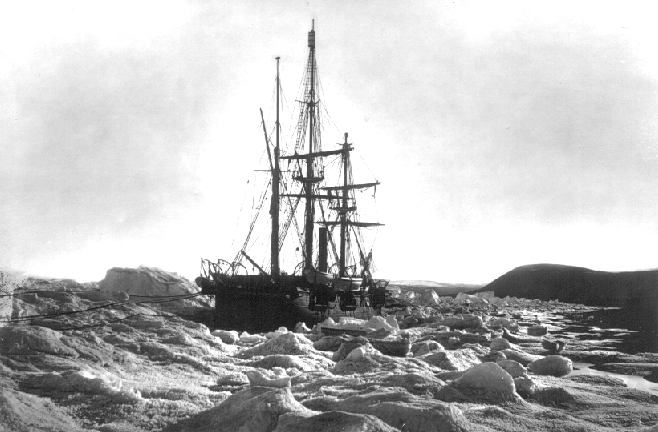
El HMS Alert encallado en el hielo del canal Robeson.

Sir George Nares fue la primera persona conocida en alcanzar el extremo norte de la isla de Ellesmere, capitaneando el HMS Alert, en el que invernó cerca, a menos de 10 km de distancia, en 1875-76. Por eso el asentamiento lleva su nombre. La estación meteorológica se estableció en 1950, y la base militar en 1958. 
Nueve miembros de la tripulación de un Lancaster de la Real Fuerza Aérea Canadiense murieron en un accidente mientras hacían un servicio de suministro a la estación en 1950. 
La región ha sido a menudo el punto de partida de varios intentos de alcanzar el polo norte, el último de ellos la expedición de Sir Ranulph Fiennes para recorrer el mundo a través de los polos, en la primavera de 1982. Las expediciones parten habitualmente del archipiélago ártico canadiense y el Ministerio de Defensa Nacional (DND) estudia en cada caso las solicitudes de apoyo que reciben. 
Solo dos buques fueron a la estación de las Fuerzas Canadienses de Alert hasta el momento: un rompehielos de la Guardia Costera de los Estados Unidos, el Staten Island, en 1953, y el St-Laurent de la Guardia Costera de Canadá, en agosto de 1971. El CCGS St-Laurent subió a 82° 59' de latitud norte, más lejos que cualquier otro buque de superficie hasta ese momento. Ese récord fue superado en agosto de 1977 cuando el rompehielos soviético Artika alcanzó el polo norte.
Un C-130 Hercules, parte de la Operación Boxtop 22, se estrelló a unos 16 km de la pista el 30 de octubre de 1991. De las 18 personas a bordo, cuatro fallecieron en el accidente, mientras que el piloto murió durante el transcurso de las 30 horas que necesitaron los equipos de búsqueda y salvamento para llegar al sitio del accidente por culpa de la tormenta. Se han escrito varios libros sobre el accidente, entre los cuales se destaca Death and Deliverance: The True Story of an Airplane Crash at the North Pole («Muerte y liberación: la verdadera historia de un accidente aéreo en el Polo Norte»), de Robert Mason Lee, que fue llevada al cine en la película titulada Ordeal In The Arctic («Calvario en el Ártico»), protagonizada por Richard Chamberlain.